# Palu
Palu este un oraș din Indonezia.